# Kepler-49
Kepler-49 — звезда, которая находится в созвездии Лебедя на расстоянии около 1024 световых лет от нас. Вокруг звезды обращаются, как минимум, четыре планеты.

## Характеристики
Kepler-49 представляет собой оранжевый карлик, примерно вдвое уступая по размерам Солнцу. Впервые в астрономической литературе упоминается в каталоге 2MASS, опубликованном в 2003 году. Масса звезды равна 0,55 солнечной, а радиус — 0,53 солнечного. Температура поверхности звезды составляет приблизительно 3974 кельвинов.